# Pedra Branca (kommun i Brasilien, Paraíba)
Pedra Branca är en kommun i Brasilien.   Den ligger i delstaten Paraíba, i den östra delen av landet, 1 400 km nordost om huvudstaden Brasília. Antalet invånare är 3 721. Arean är 194 kvadratkilometer.
Terrängen i Pedra Branca är platt norrut, men söderut är den kuperad.
Omgivningarna runt Pedra Branca är huvudsakligen savann. Runt Pedra Branca är det ganska glesbefolkat, med 22 invånare per kvadratkilometer.